# Daihatsu Move Conte
Daihatsu Move Conte (яп. ダイハツ・ムーヴコンテ) — автомобиль японской компании Daihatsu. Относится к категории кей-каров.
Выпускается с августа 2008 года по настоящее время. Собирается на заводе Daihatsu Motor Kyushu Co., Ltd в городе Накацу.

## Технические характеристики
Выпускается в двух кузовах; DBA-L575S и DBA-L585S. Силовая установка — 3-цилиндровый 12-клапанный бензиновый двигатель, объёмом 658 см³. Модели двигателя: атмосферные KF мощностью 52 лошадиные силы и степенью сжатия 11,3 и KF-VE мощностью 58 л.с. и степенью сжатия 10,3. На версии с турбонаддувом устанавливается двигатель KF-DET мощностью 64 лошадиные силы и степенью сжатия 9,0. С августа 2008 года до мая 2010 года на автомобили устанавливались 4-ступенчатая АКПП и бесступенчатая коробка передач (вариатор). С июня 2010 и по настоящее время устанавливается только вариатор. Тип привода передний и полный. Объём бензобака 34 литра в кузове L585S и 36 литров в кузове L575S. Масса автомобиля варьируется от 820 до 930 килограмм в зависимости от комплектации.
Самый низкий расход топлива 27,6 км/л, самый высокий 18,2 км/л.